# Gyrotrema wirthii
Gyrotrema wirthii är en lavart som beskrevs av Rivas Plata, Lücking & Lumbsch. Gyrotrema wirthii ingår i släktet Gyrotrema och familjen Graphidaceae.   Inga underarter finns listade i Catalogue of Life.